# ثقافة تازاباجياب
تعود ثقافة Tazabagyab إلى أواخر العصر البرونزي ، 1850 - 1500 قبل الميلاد،  وازدهرت في المناطق السفلية من وادي زيرافشان، وكذلك على طول نهر أموداريا باتجاه الشاطئ الجنوبي لبحر الآرال ؛ تُعرف هذه المنطقة باسم خوارزم. في وقت سابق كانت تعتبر فرعًا جنوبيًا لثقافة أندرونوفو ، إحدى ثقافات الهنود الإيرانيين،  لكن ستانيسلاف غريغورييف، في دراسة حديثة يؤكد أن تازاباجياب ليست جزءًا من الأفق الثقافي أندرونوفو. 

## الأصول
ظهرت ثقافة تازاباجياب في وادي زيرافشان وحول نهر آمو داريا حوالي عام 1850 قبل الميلاد،  كان يُعتقد سابقًا أنها نسخة جنوبية من ثقافة أندرونوفو ،    ولكنها تعتبر الآن ثقافة مستقلة.  على عكس شعوب أندرونوفو الواقعة إلى الشمال، والتي كانت رعوية إلى حد كبير، كان شعب ثقافة تزاباجياب زراعيًا إلى حد كبير. 
وصفهم مالوري/آدامز (1997) أنهم ينحدرون من رعاة السهوب الهندية الإيرانية من الشمال، الذين انتشروا جنوبًا وأنشأوا مجتمعات زراعية. 
شكلت مواقع ثقافة تازاباجياب الواقعة في دلتا آمو داريا منطقة حدودية، بين ثقافتي السهوب في الشمال مثل أندرونوفو وسروبنايا، وثقافات الواحات الجنوبية في آسيا الوسطى، خلال العصر البرونزي المتأخر. يعد موقع الدفن في كوكشا 3، الواقع بالقرب من جبل السلطان ويزداغ، على بعد حوالي 250 كم جنوب بحر الآرال، أكبر مقبرة تم التنقيب فيها حتى الآن. 

## الصفات

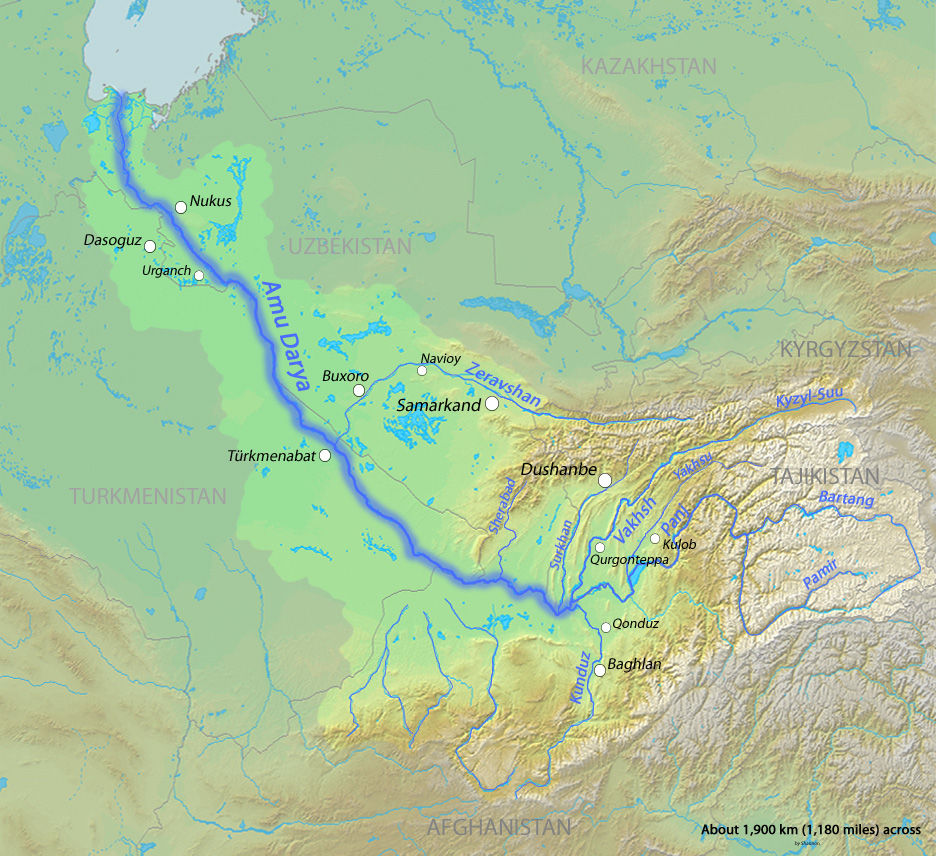
موقع نهر زيرافشان باعتباره رافداً لنهر أموداريا

تظهر مستوطنات تازاباجياب أدلة على زراعة الري على نطاق صغير.  تم اكتشاف حوالي خمسين مستعمرة.  وكانت تحتوي على منازل مستطيلة ومربعة اساساتها تحت الأرض، عادة ثلاثة في كل قرية.  منازل تازاباجياب كبيرة بشكل عام، حيث تزيد أبعاد بعضها عن 10 × 10 م. مبنية من الطين والقصب ويتم دعمها بأعمدة خشبية. كان متوسط سكان كل مستعمرة نحو 100 فرد، ينتمون إلى حوالي عشر عائلات. يذكر أن قد تم العثور في مواقعهم على تماثيل وبقايا خيول. 
في مدافن تازاباغياب، يُدفن الذكور على يسارهم، بينما تُدفن الإناث على يمينهم. وهذا مشابه للثقافات الهندية الأوروبية المعاصرة في المنطقة، مثل ثقافة أندرونوفو،  وثقافة بشكينت ، وثقافة سوات وثقافة فاخش ،  وثقافة كوردد وير السابقة في وسط وشرق أوروبا .    تم تحديد هذه الممارسة على أنها تقليد هندي إيراني نموذجي. 
تشبه الاشغال المعدنية لثقافة تازاباجياب تلك الموجودة في ثقافة أندرونوفو في كازاخستان ، وثقافة سربنايا في الغرب.  وتظهر الأدلة الأثرية أن مستعمرات تزاباجياب قد ضمت حرفيين يمتهنون صناعة المعادن. 
ينتمي خزف تازابجياب إلى نوع Namazga VI الذي كان شائعًا في جميع أنحاء آسيا الوسطى في ذلك الوقت.  ويظهر فخار تازاباجياب في جميع أنحاء المنطقة الواسعة. 
يبدو أن شعب تازاباجياب سيطر على تجارة المعادن مثل النحاس والقصدير والأحجار الكريمة مثل الفيروز والمنتجات الرعوية مثل الخيول ومنتجات الألبان والجلود . ولا بد أن هذا قد منحهم قوة سياسية كبيرة في مدن الواحات القديمة في مجمع باختريا-مارجيانا الأثري . ولا بد أن إتقانهم لحرب المركبات قد منحهم السيطرة العسكرية. ربما شجع هذا التكامل الاجتماعي والسياسي والعسكري أيضًا. 

## خلفاء
يقترح ديفيد دبليو أنتوني أن ثقافة تازاباجياب ربما كانت سلفًا للشعوب الهندية الآرية المبكرة مثل جامعي ريجفيدا وميتاني . 

## فهرس
- Anthony، David W. (2010) [2007]. The Horse, the Wheel, and Language: How Bronze-Age Riders from the Eurasian Steppes Shaped the Modern World. دار نشر جامعة برنستون. ISBN:978-1-4008-3110-4. مؤرشف من الأصل في 2023-11-09.
- Mallory، J. P. (1991). In Search of the Indo-Europeans: Language Archeology and Myth. Thames & Hudson. مؤرشف من الأصل في 2023-11-21.
- Mallory، J. P.؛ Adams، Douglas Q. (1997). "Tazabagyab Culture". Encyclopedia of Indo-European Culture. تايلور وفرانسيس. ص. 566–567. ISBN:1884964982. مؤرشف من الأصل في 2024-05-20.
- Masson، V. M. [بالفرنسية] (1992). "The Decline of the Bronze Age Civilization and Movements of the Tribes". في Dani، A. H.؛ Masson، V. M. [بالفرنسية] (المحررون). History of Civilizations of Central Asia: The Dawn of Civilization. يونسكو. ج. 1. ص. 337–431. ISBN:9231027190. مؤرشف من الأصل في 2023-04-22.